# Якубовський Аскольд Павлович
Аско́льд Па́влович Якубо́вський (рос. Аско́льд Па́влович Якубо́вский, 10 липня 1927, Новосибірськ — пом.8 березня 1983, Москва) — російський радянський письменник-фантаст і натураліст.

## Біографія
Аскольд Якубовський народився у Новосибірську в сім'ї художника та архітектора, який також мав талант винахідника. З дитинства майбутній письменник полюбив природу, одночасно ставши й пристрасним мисливцем. Завдяки своїй любові до природи та до полювання Якубовський після закінчення середньої школи вирішив закінчити курси картографії, після чого у складі геодезичних експедицій об'їздив увесь Сибір та Далекий Схід. У кінці 50-х років ХХ століття Аскольд Якубовський розпочав друкуватися у періодичних виданнях Сибіру. За словами письменника, одночасна любов до всього живого та до полювання створювала протиріччя у його внутрішньому світі, що й стало поштовхом до початку його літературної діяльності. У 1966 році Аскольд Якубовський став членом Спілки письменників СРСР. У 1969 році Якубовський закінчив Вищі літературні курси у Москві.
Помер Аскольд Якубовський у 1983 році у Москві унаслідок туберкульозу. Примітно, що останній та посмертний роман письменника, який вийшов друком у 1987 році, розповідає про хворого на туберкульоз художника, який помирає на операційному столі під час планової операції з приводу кавернозного туберкульозу легень.

## Літературна творчість
Літературну творчість Аскольд Якубовський розпочав у 1957 році, коли в газеті «Вечерний Новосибирск» опубліковане його оповідання «Дрозди», а в альманаху «Охотничьи просторы» опубліковане оповідання «Стрілка». Першим великим твором автора стала реалістична повість «Мшава», опублікована уперше в журналі «Сибирские огни» в 1965 році, в якій оповідається про випадкове виявлення молодими членами геодезичної експедиції таємного поселення старообрядців та конфлікт із ними, у результаті якого гине один із молодих геодезистів. На початку 70-х років ХХ століття Аскольд Якубовський розпочав писати науково-фантастичні твори.
Більшість як реалістичних, так і фантастичних, творів Аскольда Якубовського присвячені взаємовідносинам людини і природи. Зокрема, у найвідомішому його фантастичному творі «Аргус-12» розповідається про боротьбу із порушенням екологічної рівноваги на одній із віддалених планет ученим, якому для виконання правоохоронних функцій на нетривалий час надали надлюдські здібності. У повісті «Прозористий» (рос. Прозрачник) розповідається про молодого чоловіка, якому під час наукових експериментів надали можливість вживлятись у свідомість різних живих істот, зокрема звірів та птахів. В оповіданні «Мефісто» розповідається про ученого. який заради порятунку свого сина від смертельної хвороби пересадив його мозок у тіло восьминога. У реалістичних творах письменника також переважно описуються взаємини людини із навколишнім середовищем, характерним для творчості письменника є докладний та високохудожній опис картин навколишньої природи. У своїх творах Аскольд Якубовський з особливою любов'ю описував собак, яким присвятив цілий цикл своїх творів.
Остання збірка автора «Квазар» вийшла у світ уже після смерті письменника у 1987 році. До неї увійшов і останній роман Якубовського «Квазар», у якому розповідається про художника, в якого діагностовано кавернозний туберкульоз легень, описується його внутрішній світ, боротьбу із хворобою, його роздуми про суть життя. У кінці роману художник помирає на операційному столі під час планової операції з приводу свого основного захворювання, й у цьому романі письменник ніби описав і свою смерть, адже він сам помер від туберкульозу.

## Переклади
Оповідання Аскольда Якубовського «Мефісто» перекладено англійською та болгарською мовами.

### Романи
- 19987 — Квазар
- 2007 — Страстная седьмица

### Повісті
- 1965 — Мшава
- 1966 — Дом
- 1966 — Не убий…
- 1972 — Аргус-12
- 1972 — Прозрачник
- 1973 — Браконьеры
- 1975 — Багряный лес
- 1975 — В лесной сторожке
- 1975 — Четверо
- 1976 — Последняя Великая Охота
- 1976 — Сибирит
- 1978 — Нивлянский бык
- 1979 — Свет и тень
- 1985 — Дым костров наших
- 1991 — Чёрная Фиола
- 2007 — Версус

### Збірки
- 1965 — Чудаки
- 1966 — Не убий…
- 1969 — Мшава
- 1971 — Красный таймень
- 1971 — Тринадцатый хозяин
- 1972 — Аргус-12
- 1975 — Багряный лес
- 1976 — Купол галактики
- 1977 — Возвращение Цезаря
- 1978 — Повести и рассказы
- 1979 — Нивлянский бык
- 1981 — Земляника в снегу
- 1987 — Квазар
- 1987 — Прозрачник
- 1992 — Мефисто
- 2007 — Лес-отец. Из архива писателя